# Лінь Лян
Лінь Лян (*林良, XV ст. ) — китайський художник часів династії Мін, лідер Сюань-де хуа-юань.

## Життєпис
Стосовно дати народження Лінь Ляна багато розбіжностей. За одними відомостями він народився у 1416 році, за іншими у 1424 році, за третьою версією — у 1436 році. Походив з м. Наньхай (провінція Гуандун). був з бідної родини. Спочатку займав дрібні посади у своєму місті. Водночас цікавився живописом, став учнем місцевих художників Ян Цзуня та Хе Іня. Поступово здобув майстерність та відомість. За рекомендацією провінційного чиновника отримав він імператора Чжу Цічжень отримав посаду у міністерстві будівництва та увійшов до Академії живопису. Стосовно дати смерті також є розбіжності: 1480 чи 1487 або 1500 рік.

## Творчість
У живописі був спадкоємцем Бянь Цзінчжао і найбільшим майстром хуа-няо (жанр «квіти і птахи») в історії Академії живопису. Працював у поліхромній та монохромній техніках, переважно продовжуючи і варіюючи стилі представників академічної школи епохи Південна Сун.
До найкращих творів Лінь Ляна відноситься картина «Шаньча байсяньту» («Дикі камелії і сріблястий фазан», інша назва «Шаньча байюйту», «Дикі камелії і птах з білим пір'ям», 152, 3х77, 2 см, шовк, фарби. Шанхайський художній музей). Погляд глядача відразу ж приковує профільне зображення гордо стоїть на виступі скелі птиці, що пояснюється ефектністю композиції і колористичного рішення, заснованого на поєднанні білого, чорного (в оперенні) і червоного кольорів (в малюнку лап і пір'я на голові фазана). Самостійні у своїй естетичної привабливості фрагменти утворюють і другорядні деталі полотна — гілки квітучого чагарника, що оточують скелю, пара сорок, що вмостилася нижче, на кам'янистій поверхні і з подобострастний захопленням поглядають на «короля птахів».
Лінь Лян рідко писав горизонтальні сувої; один з таких нечастих прикладів — «Птахи в кущах», який написаний на папері тушшю. На великому, 12-метровому сувої зображені птахи, які зібралися біля ставка, оточеного чагарниками і травами; одні літають, інші стрибають, треті ганяються один за одним. Вельми вдала обрана Лінь Ляном комбінація з простих мазків і їх розкутих різновидів, що видають норовливість художника, привносить відчуття безтурботності. Цей стиль живопису, що сформувався під впливом Лян Кая і Муці
Головною ж творчою новацією Лінь Ляна вважається розробка образу хижого птаха (орла, сокола), раніше рідкісного в жанрі хуа-няо, який символізує вічне рівновагу життя і смерті в природі. Прикладом цього є сувої: «Орел і дикий гусак», «Орел восени», «Два орла».